# Erin Dobratz
Erin Dobratz McGregor (Concord (Califórnia), 19 de outubro de 1982) é uma ex-nadadora sincronizada estadunidense, medalhista olímpica.

## Carreira
Erin Dobratz representou seu país nos Jogos Olímpicos de 2004, ganhando a medalha de bronze por equipes. 